# Ascheberger Warder im Großen Plöner See
Ascheberger Warder im Großen Plöner See ist ein Naturschutzgebiet in der schleswig-holsteinischen Gemeinde Ascheberg im Kreis Plön.
Das knapp 10 Hektar große Naturschutzgebiet wurde 1955 ausgewiesen (Datum der Verordnung: 26. April 1955). Zuständige untere Naturschutzbehörde ist der Kreis Plön. Das Naturschutzgebiet ist Bestandteil des FFH-Gebietes „Seen des mittleren Schwentinesystems und Umgebung“ und des EU-Vogelschutzgebietes „Großer Plöner See-Gebiet“.
Das Naturschutzgebiet liegt südwestlich von Plön im Westen des Großen Plöner Sees im Naturpark Holsteinische Schweiz. Es stellt die beiden Inseln Ascheberger Warder und Tempel unter Schutz.
Auf dem Ascheberger Warder stockt ein artenreicher und urwaldähnlicher Wald mit hohem Totholzanteil, der seit den 1960er-Jahren nicht mehr bewirtschaftet wird. Der niedriger gelegene Nordteil wird von einem Erlen-Eschenwald, in dessen Krautschicht u. a. Buschwindröschen, Hohe Schlüsselblume, Lerchensporn, Lungenkraut, Goldnessel, Bachnelkenwurz und Gilbweiderich siedeln, und im höher gelegenen Südteil von einem Ulmen-Eschenwald mit teilweise mächtigen Buchen und Eichen geprägt. Hier brütet regelmäßig der Seeadler.
Die Insel Tempel wird künstlich baum- und strauchfrei gehalten, um bodenbrütenden Vögeln die Brut zu ermöglichen. Hier sind z. B. Lach- und Sturmmöwe, Flussseeschwalbe, Brandgans und Kolbenente zu finden. Die Möwenkolonie ist eine der wenigen verbliebenen großen Brutkolonien im Binnenland Ostholsteins. Die Kolbenente hat am Großen Plöner See ihr größtes Vorkommen in Schleswig-Holstein. Durch den Kot der Vögel ist der Boden sehr stickstoffreich, so dass hier kräftige Hochstaudenfluren mit Brennnessel, Zottigem Weidenröschen und Stumpfblättriger Ampfer siedeln.